# Francisco Vilar Fontenele de Menezes
Francisco Vilar Fontenele de Menezes (Coreaú 02 de março de 1923, 22 de outubro de 2009) foi um político brasileiro e prefeito de Coreaú nos períodos de 25 de março de 1971 a 31 de janeiro de 1973 e de 1 de fevereiro de 1983 a 1 de janeiro de 1989 e ainda exerceu o mandato de vice-prefeito de Coreaú  de  1967 a 1970 e de 1977 a 1983.

## Marcas da administração
Entre algumas ações da administração podemos destacar:
- A recriação da Banda Municipal Lira Palmense
- Reformas na construção do açude Berenguedofe[2]